# Halistemma striata
Halistemma striata är en nässeldjursart som beskrevs av Totton 1965. Halistemma striata ingår i släktet Halistemma och familjen Agalmatidae. Inga underarter finns listade i Catalogue of Life.